# CitySpire Center
CitySpire Center je nejvyšší víceúčelový mrakodrap v New Yorku.[zdroj?] Nachází na jižní straně západní 56. ulice mezi 6. a 7. Avenue v Midtown Manhattanu. Dokončen byl v roce 1987, je vysoký 248 m a má 75 podlaží.[zdroj?] Plocha všech podlaží je 33 400 m².[zdroj?] Budova je ve vlastnictví Tishman Speyer Properties.

## Budova
Budova byla navržena německým architektem Helmutem Jahnem a je 10. nejvyšší budovou v New Yorku a 42. nejvyšší ve Spojených státech.[zdroj?] 23 spodních pater budovy jsou určeny pro komerční využití a nad nimi jsou luxusní apartmány.
Brzy po dokončení budovy si obyvatelé okolních budov stěžovali na hlasitý hluk znějící jako pískání, jehož zdrojem, jak se později ukázalo, byl vítr svištící přes dekorativní kopuli na vrcholu budovy. Městu hrozily denní pokuty za hluk, který trval déle než rok. Vývojáři umlčeli pískání odstraněním všech žaluzií v chladicí věži, a tím rozšíření úzkých kanálů, přes které vítr hvízdal.
Kopule budovy je v noci osvětlena bílým světlem. Budova má neobvyklý osmiúhelný tvar.
CitySpire center je velmi blízko ke dvěma mrakodrapům na 57. ulici, Carnegie Hall Tower a Metropolitan Tower.
Nějaký čas po dokončení, bylo zjištěno, že budova překročila svůj výškový limit o asi 4 m.[zdroj?] Vývojáři kompenzovali toto porušení tím, že souhlasili s vybudováním prostor tanečního studia pro městské ministerstvo kultury v blízké lokalitě.
Po dokončení CitySpire Center byla druhá nejvyšší betonová věž na světě.[zdroj?]

## Údaje
- Výška: 249 m
- Počet pater: 72
- Dokončena: 1987